# Eugeissona
Eugeissona Griff. è un genere di piante appartenente alla famiglia delle Arecacee. È l'unico genere della tribù Eugeissoneae.

## Tassonomia
Il genere comprende le seguenti specie:
- Eugeissona ambigua Becc.
- Eugeissona brachystachys Ridl.
- Eugeissona insignis Becc.
- Eugeissona minor Becc.
- Eugeissona tristis Griff.
- Eugeissona utilis Becc.